# Pasamano

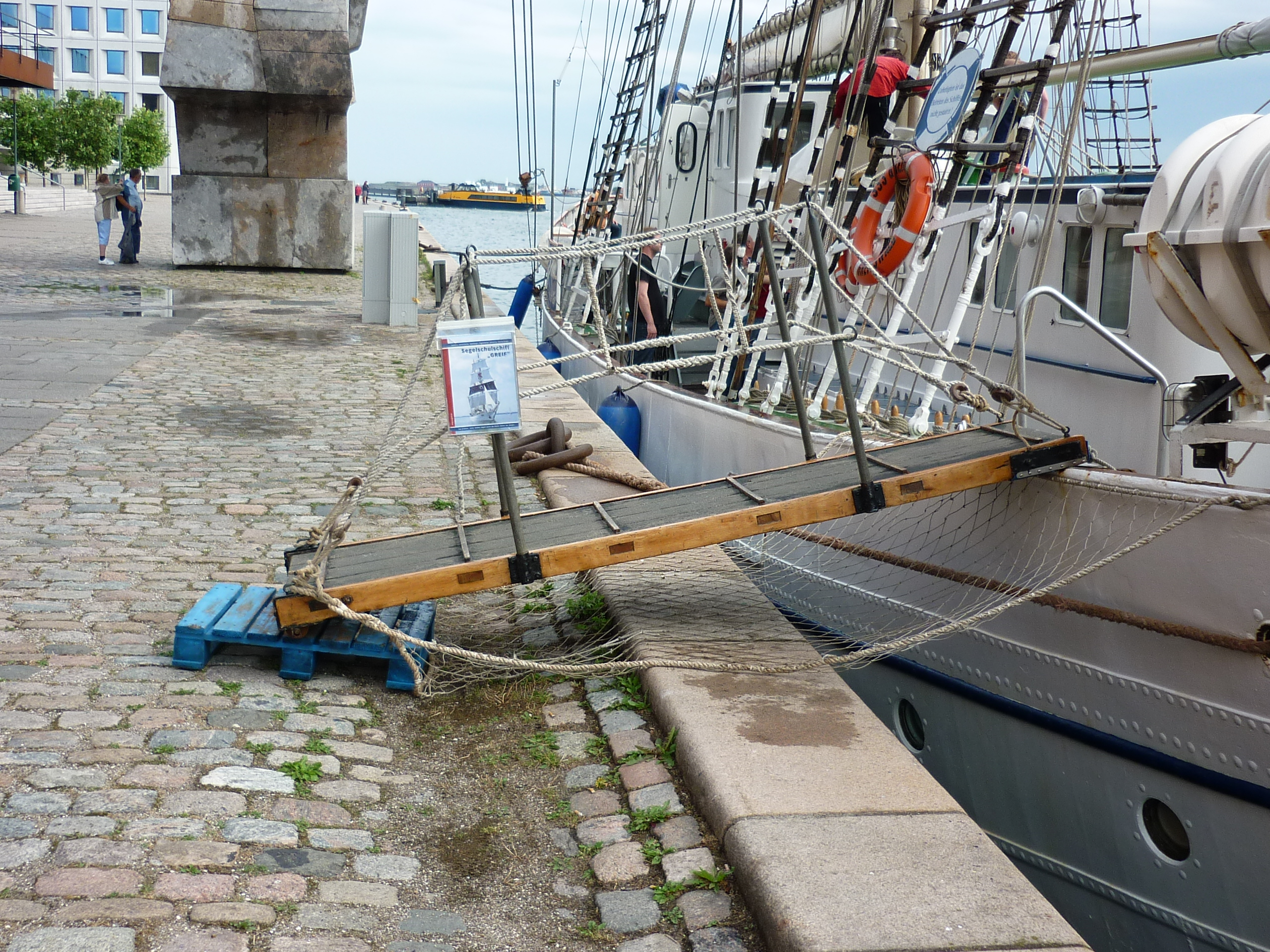
Es una plataforma resistente que sirve para desplazarse hacia barcos, buques, etc.

En náutica, el Pasamano es cada una de las plataformas o pisos, de algunas hileras de tablones, a contar desde el trancanil, que al mismo nivel o andar de las cubiertas del alcázar y castillo de proa conducen de aquel a este por una y otra banda, dejando en medio el ojo del combés. (fr. Passeavant; ing. Gangway; it. Passa-avant).

## Etimología
El Pasamano, en buques chicos que no tienen la cubierta corrida, se llama Corredor. 